# Nicodemus Tessin den äldre
Nicodemus Tessin den äldre, född 7 december 1615 i Stralsund, nuvarande Tyskland, död 24 maj 1681 i Stockholm, var en svensk arkitekt. Han var son till Nicodemus Tessin och Maria zum Felde. Han var gift med Maria Persdotter Svahn och far till Nicodemus Tessin den yngre. Nicodemus Tessin den äldre blev 1661 utnämnd till Sveriges och Stockholms förste stadsarkitekt (senare slottsarkitekt) och innehade tjänsten till sin död.

## Biografi
Tessin kom till Sverige i unga år. Enligt hans egen uppgift (i en "opsatz" från början av 1670-talet) antogs han 1636 i svensk tjänst som fortifikationskonduktör under Olof Örnehufvud (i regel uppges 1639 som årtalet för hans anställning). År 1641 fick han som konduktör i uppdrag att tillsammans med sekreteraren Daniel Behm upprätta kartor över flera städer i Norrland och rekognoscera åar och strömmar. År 1646 blev han kunglig "architecteur och byggmästere" med uppgift att uppgöra ritningar till kronans byggnader och anläggningar. Åren 1651–1653 gjorde han en resa till Italien via Tyskland, på återvägen via  Frankrike och Nederländerna. År 1660 uppfördes han på Byggnadsstaten i Stockholm som den ene av två "architecteurer" (Jean de la Vallée var den andre). År 1667 blev han rådman (då han synes ha lämnat stadsarkitektsbefattningen), 1674 adlad och 1676 kunglig hovarkitekt för att 1680 lämna sina befattningar.

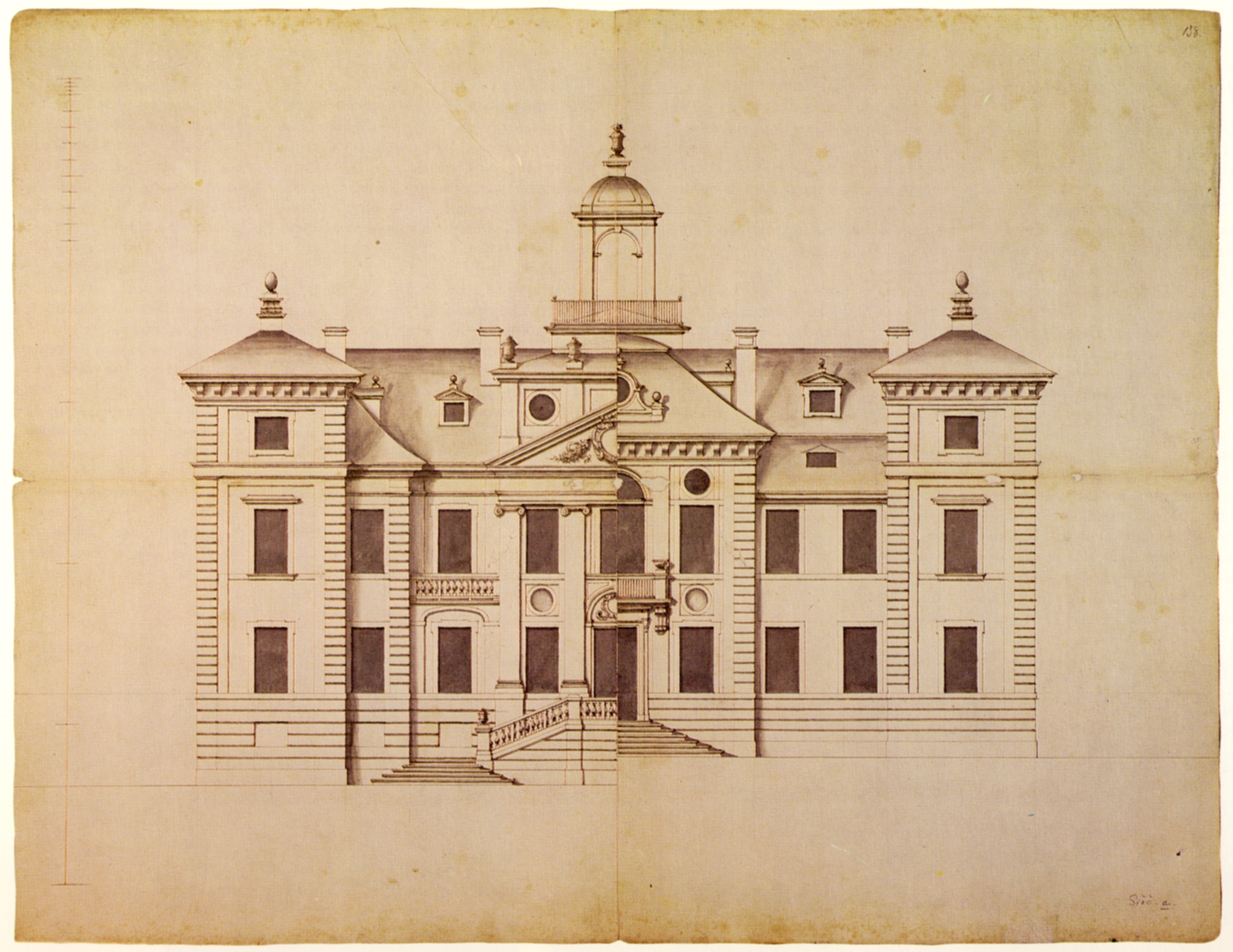
Tessins ritning till Sjöö slott, ca 1670

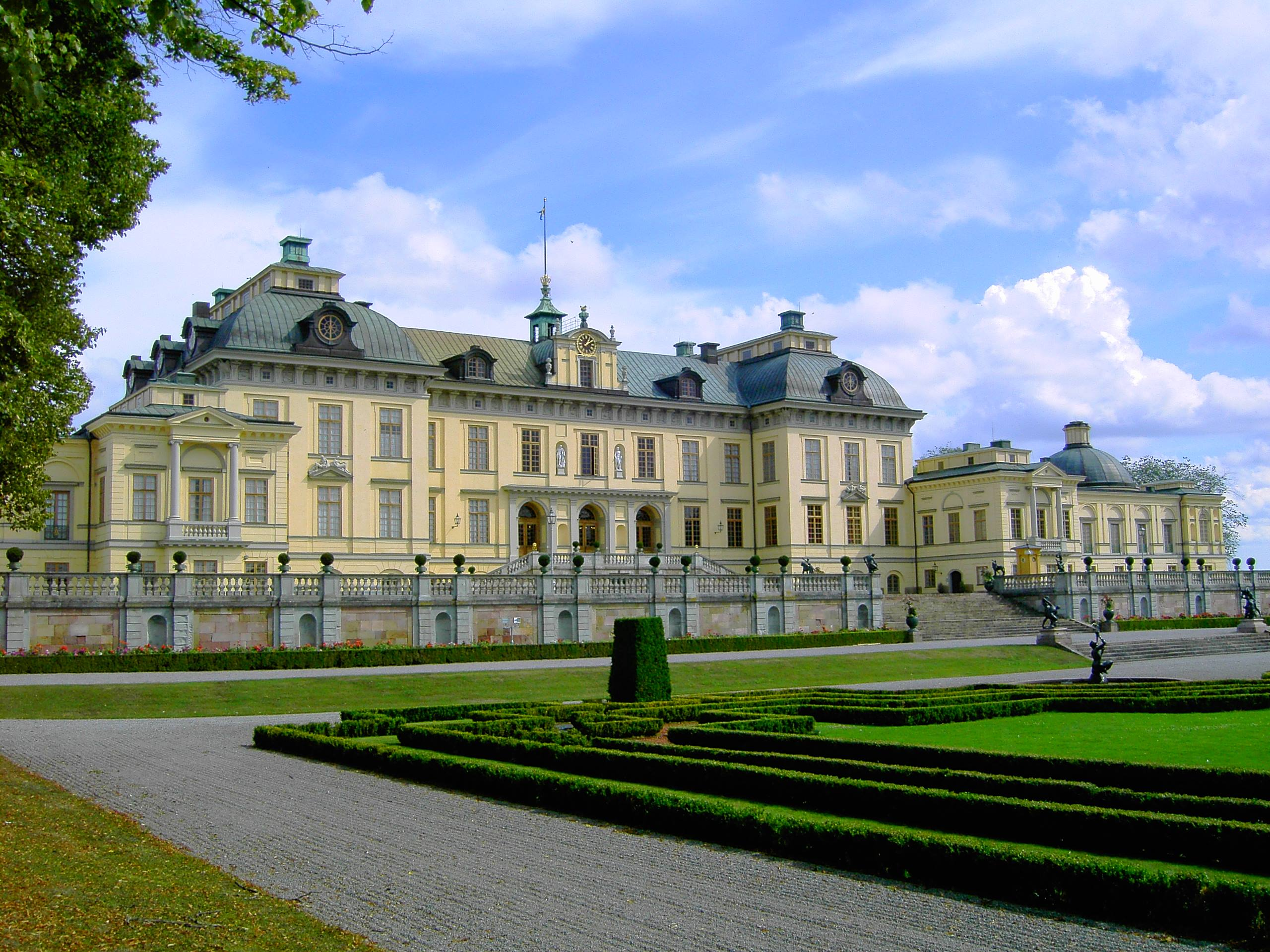
Drottningholms slott, ett av Tessins främsta arbeten.

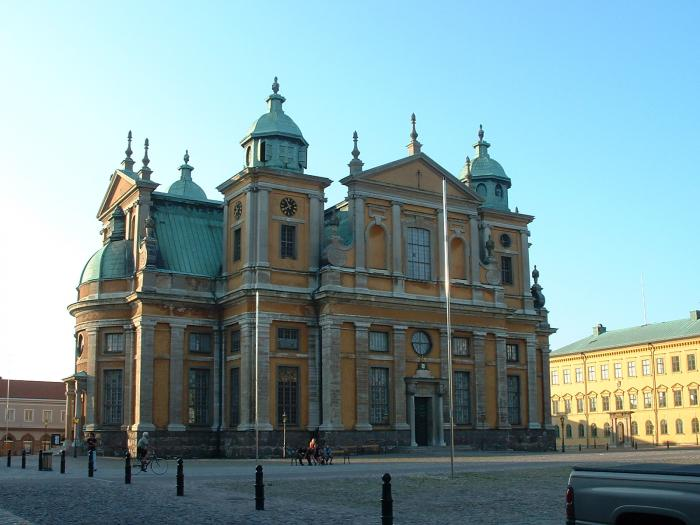
Kalmar domkyrka.

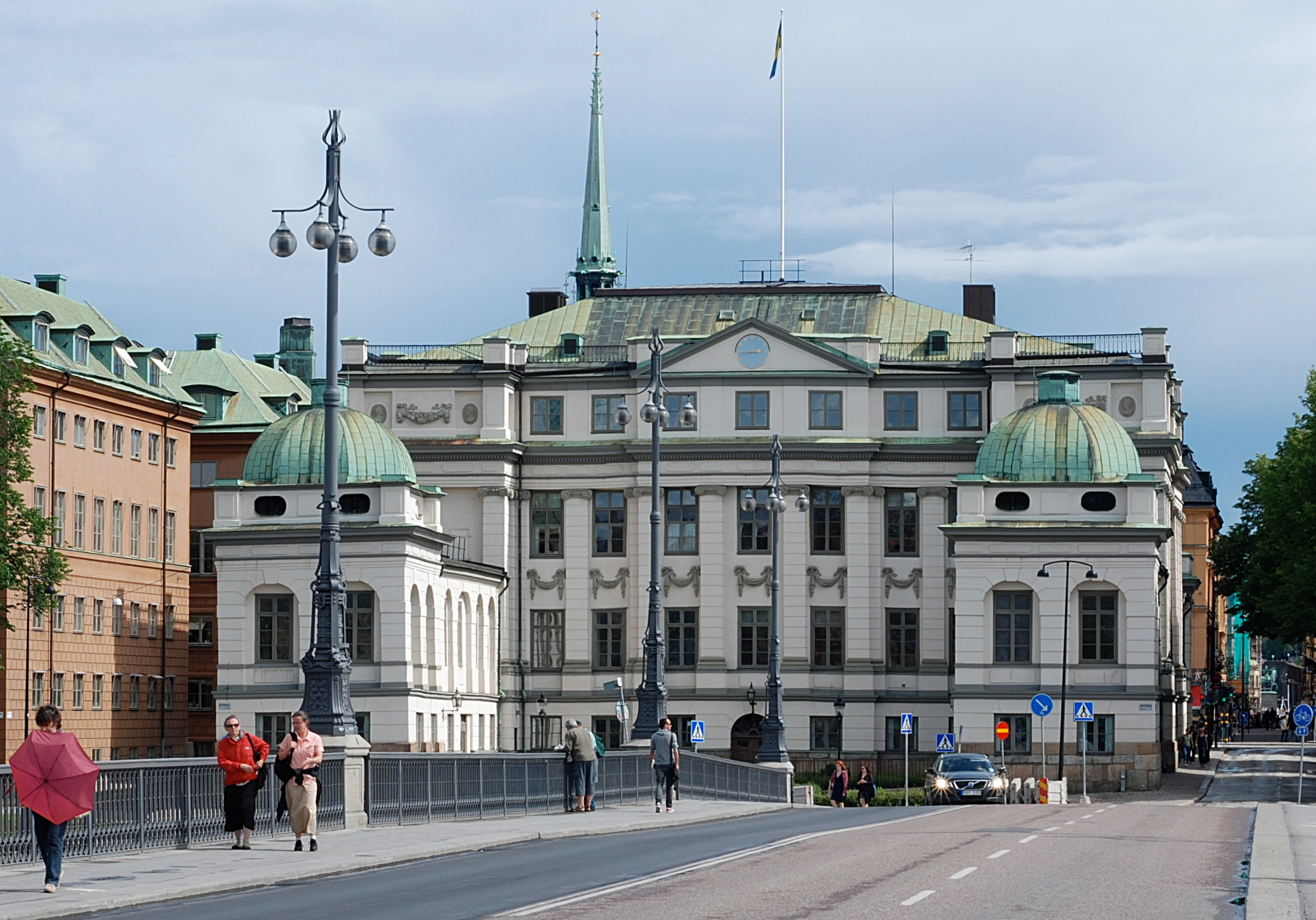
Bondeska palatset vid Riddarhustorget i Stockholm, 1662-1673.

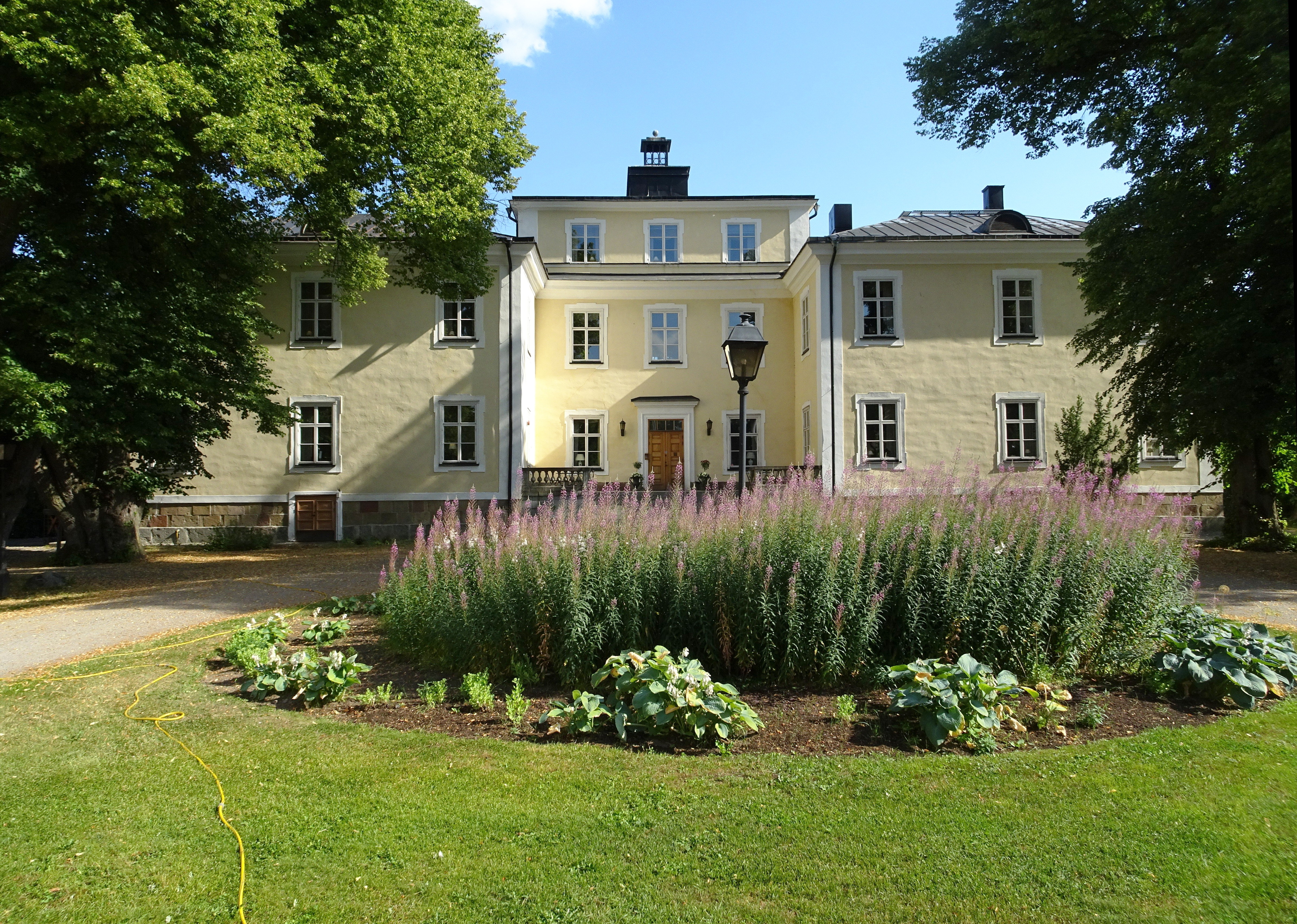
Haga slott i Enköpings kommun, 1670.

Tessin, sin tids främsta arkitekt i Sverige, bedrev en mycket omfattande verksamhet. Till en början höll han sig till den förhärskande germanska renässansen, tegelbyggnader med prydnader av sandsten, rikt prydda gavlar, höga tak, tog sedermera livligt intryck av fransk, holländsk och italiensk byggnadssmak. För Axel Oxenstierna övertog han omkring 1640 fullbordandet av Tidö slott och Fiholms slott (där endast de båda flyglarna utfördes), båda efter ritningar av Jean De la Vallée. Efter resan till södern fick han stora och betydande uppdrag. Han började 1654 bygga om Borgholms slott i fransk klassicistisk karaktär - teckningar i Erik Dahlberghs "Suecia antiqua et hodierna" visar dess tillämnade utseende; bygget upphörde vid Karl X Gustavs död (1660). För Carl Gustaf Wrangel medverkade han från 1653 vid byggandet av Skokloster slott och ungefär samtidigt vid Wrangelska palatset på Riddarholmen. Vid dessa båda byggen hade Jean de la Vallée medverkat; sannolikt omarbetade Tessin dennes ritningar. Bland hans övriga palatsbyggen i Stockholm är Seved Bååths och Carl Sparres (rivet 1913), båda av fransk karaktär såväl i det yttre som i planlösningen, bland slott och herresäten på landsbygden Ekolsund, Mälsåker, , sannolikt Stavsund, vidare  Sjö slott, samt för Hedvig Eleonoras ombyggnad av Jakobsdals slott, nybyggnad av Strömsholms och främst Drottningholms slott (påbörjat 1662, inredningsarbetena påbörjade 1665). Han avled i samband med byggandet av detta slott; bygget avslutades av sonen Nicodemus Tessin den yngre
Tessin skapade den typ av slott, som förblev förhärskande under karolinska tiden: en huvudbyggnad med starkt betonat mittparti och flankerad av hörnpaviljonger eller torn, som ibland växa ut till framskjutande flygelbyggnader. Även i dessa slottsbyggnader anslöt sig han till franska förebilder. Grundplaner och fasadbehandling bär prägeln av rikedom och överskådlighet. Risaliter med genomgående pilastrar på höga socklar, sirliga konsolgesimser och takfriser samt rikt profilerade tak använder han gärna. Framförallt var han en mästare i anordnandet av ståtliga trapphus och förhallar. 
Tessin uppförde åt sig själv i Stockholm Skeppsbron 20 (rivet 1899; i nybyggnaden, av Isak Gustaf Clason, upptog denne såväl stilen som detaljer - även i interiörer - ur den Tessinska byggnaden). I ett par andra hus vid Skeppsbron (36 och sannolikt även 40) anslöt sig han till holländska förebilder. På äldre dagar lämnade han ritningar till Södra stadshuset och till Riksbanken vid Järntorget. Det förra börjat omkring 1664, ett ganska stort komplex, omslutande två gårdar, har ganska skarp fransk karaktär, likväl med italienska element i den inre gårdens loggior. Byggnaden brann 1680, varefter Tessin d.y. utarbetade ett ombyggnadsförslag i rent italiensk anda. Riksbanken började byggas 1676 i romersk palatsstil. Säkert har han här varit påverkad av sin son - dennes inflytande spåras flerstädes i den gamles verk från hans sista skede. Han uppgjorde tre olika förslag till omreglering av Stortorget i Stockholm, men inget av förslagen blev genomfört. 
Även på den kyrkliga konstens område skapade Tessin betydande verk. Kalmar domkyrka (planritning 1653, grundlagd 1660, fullbordad 1699), blev en ståtlig barockbyggnad, i sitt yttre närmast i romersk anda, planen mest påminnande om kyrkans i Sorbonne i Paris: centralkyrka, likväl med två av de motstående korsarmarna något förlängda, avslutade med halvrunda absider och med fyrkantiga små kupoltäckta torn i vinklarna. Kyrkan har tunnvalv och är till det yttre ganska låg. I Stockholm utförde han Maria Magdalena kyrkas tvärskepp (1675-76) och torn (fullbordat 1682), krönt av en lanternin som brann ned 1759. Tessin uppgjorde åtskilliga ritningar till ombyggnad av Riddarholmskyrkan till en kupolkyrka i barockstil. Förslaget förföll, och man stannade vid att uppföra Karolinska gravkoret invid kyrkans norra sida. Ritningarna uppgjordes på 1670-talet, men det påbörjade bygget avslutades först på 1740-talet. Karolinska gravkoret - en kupolbyggnad med doriska kolonner, uppbärande en attika, det hela kraftigt profilerat - är en av tidevarvets förnämsta skapelser i sin art. Utan att i minsta mån anpassa sig efter kyrkans äldre delar står detta barockkapell mycket verkningsfullt som en fullt självständig byggnad, bärande sin egen tids prägel.
Även efter att ha lämnat Fortifikationen sysslade Tessin en och annan gång med befästningar. Så uppgjorde han, sannolikt 1656, "proiect till ett defensions wärck" söder om Stockholm vid nuvarande Skanstull; vid Borgholms slott sysselsatte han sig även med befästningarna, och 1659 befalldes han "taga av" Landskrona slott, stad och hamn samt därefter uppgöra plan till fästningsverkens förstärkning. Han uppgjorde också ritningar till ett kapell på Nya Elfsborg till ett kommendantshus i Geestendorf (sedan Karlsburg) i Bremen och, tillsammans med Dahlbergh, till "publique huus" i det blivande Karlskrona.
Tessin är begravd i Storkyrkan i Stockholm.

## Byggnadsverk i urval
- Bondeska palatset, Riddarhustorget, Stockholm, tillsammans med J. de la Vallée
- Bondeska gravkoret, Spånga kyrka, Uppland
- Bååtska palatset, Blasieholmen, Stockholm
- Drottningholms slott
- Ekolsund, Uppland
- Fiholms gods, Eskilstuna
- Gripenbergs slott, Tranås
- Göteborgs rådhus
- Haga slott, Enköping
- Järlåsa kyrka
- Kalmar domkyrka
- Krusenberg, Uppland
- Mälsåker, Södermanland
- Näsby slott, Täby kommun
- Sjöö slott, Uppland
- Skoklosters slott, Uppland
- Sparreska palatset, Fredsgatan, Stockholm
- Sparreska palatset, Hamngatan, Stockholm[källa behövs]
- Stenbockska palatset, Stockholm
- Strömsholms slott, Västmanland
- Säby gård, Uppland
- Södra Bankohuset, Stockholm
- Södra stadshuset, Stockholm
- Wrangelska palatset, Stockholm